# Dermolepida noxium
Dermolepida noxium är en skalbaggsart som beskrevs av Britton 1957. Dermolepida noxium ingår i släktet Dermolepida och familjen Melolonthidae. Inga underarter finns listade i Catalogue of Life.